# Anse aux Pins
Anse aux Pins (Frans voor pijnbomeninham) is een district van de Seychellen aan de oostkust van het hoofdeiland Mahé. Het district is zo'n twee vierkante kilometer groot en telde bij de volkstelling van 2002 3535 inwoners of zo'n 1663 inwoners per km².